# Gordon Wasserman
Pour les articles homonymes, voir Wasserman.
Gordon Joshua Wasserman, baron Wasserman (né le 26 juillet 1938) est un homme politique conservateur et membre de la Chambre des lords qui est conseiller du gouvernement sur la police et la justice pénale depuis 2011.

## Biographie
Né au Canada, Wasserman fait ses études à la Westmount High School, à l'Université McGill et au New College d'Oxford grâce à une bourse Rhodes. Il rejoint le ministère de l'Intérieur en tant que fonctionnaire en 1967 et travaille comme conseiller économique, dans l'unité de privation urbaine et comme sous-secrétaire d'État adjoint chargé successivement de la politique sociale et de la police.
Au cours de sa carrière ultérieure dans le secteur privé, Wasserman est consultant dans le secteur public et la gestion de la police, en particulier dans l'utilisation de la science et de la technologie dans les services de police. Il travaille avec les commissaires de police de New York, Philadelphie et Miami ainsi qu'avec le ministère de la Justice.
Il est créé pair à vie en tant que baron Wasserman, de Pimlico dans la ville de Westminster, le 11 janvier 2011.

## Vie privée
Wasserman épouse en 1964 Cressida Gaitskell, fille cadette de Hugh Gaitskell et Dora Gaitskell, baronne Gaitskell.